# Amtsbezirk Hellewatt
Der Amtsbezirk Hellewatt war ein Amtsbezirk im Kreis Apenrade in der Provinz Schleswig-Holstein.
Der Amtsbezirk wurde 1889 gebildet und umfasste die folgenden Gemeinden:  
1. Arendorf
2. Bedstedt
3. Hellewatt
4. Hinderup
5. Hönkys
6. Horsbük
7. Hüdewatt
8. Klautoft
9. Moorbek
10. Norderhostrup
11. Oebening
12. Oersleff
13. Osterterp
14. Schweilund

1894 wurde Schweilund nach Klautoft eingemeindet, 1895 Hinderup nach Oersleff und 1897 Arendorf nach Bedstedt.
1920 wurde der Amtsbezirk aufgelöst und die Gemeinden aufgrund der Volksabstimmung in Schleswig an Dänemark abgetreten.